# جائزة بي بي سي لأفضل لاعبة كرة القدم في السنة
جائزة بي بي سي لأفضل لاعبة كرة قدم في العام هي جائزة سنوية تُمنح لأفضل لاعبة كرة قدم نسائية. يتم اختيار المرشحات النهائيات من قبل لجنة خبراء تضم لاعبات محترفات حاليات وسابقات، ومدربات، وإداريات، وصحفيات، وخبراء. ويتم اختيار الفائزة بتصويت الجماهير من جميع أنحاء العالم.

## الفائزون
| العام | الفائزة                                | القائمة المختصرة | م.                   |
| ----- | -------------------------------------- | --- | -------------------- |
| 2015  | أسيسات أوشوالا · نيجيريا و ليفربول     | - فيرونيكا بوكيتي، إسبانيا و آينتراخت فرانكفورت - نادين كيسلر، ألمانيا و فولفسبورغ - كيم ليتل، إسكتلندا و أو إل رين - مارتا، البرازيل و روسينجورد                               | [ 1 ] [ 2 ]          |
| 2016  | كيم ليتل · إسكتلندا و أو إل رين        | - غايل إنغانامويت، الكاميرون و روسينجورد - أماندين هنري، فرنسا و أولمبيك ليون - كارلي لويد، الولايات المتحدة و هيوستن داش - بيكي ساوربورن، الولايات المتحدة و نادي كانساس سيتي  | [ 3 ] [ 4 ]          |
| 2017  | آدا هيغربرغ · النرويج و أولمبيك ليون   | - ميلاني بيرنغير، ألمانيا و بايرن ميونخ - هيدفيج ليندال، السويد و تشيلسي - مارتا، البرازيل و أورلاندو برايد - كرستين سينكلير، كندا و بورتلاند ثورنز                             | [ 5 ] [ 6 ]          |
| 2018  | لوسي برونز · إنجلترا و أولمبيك ليون    | - بيرنيل هاردا، الدنمارك و فولفسبورغ - سام كير، أستراليا، شيكاغو رد ستارز و بيرث غلوري - دزينيفر ماروزسان، ألمانيا و أولمبيك ليون - ليكه مارتينس، هولندا و برشلونة              | [ 7 ] [ 8 ]          |
| 2019  | آدا هيغربرغ أولمبيك ليون               | - بيرنيل هاردا، الدنمارك و فولفسبورغ - ليندسي هوران، الولايات المتحدة و بورتلاند ثورنز - سام كير، أستراليا، شيكاغو رد ستارز و بيرث غلوري - ساكي كوماجاي، اليابان و أولمبيك ليون | [ 9 ] [ 10 ]         |
| 2020  | لوسي برونز · إنجلترا و أولمبيك ليون    | - جولي إرتز، الولايات المتحدة و شيكاغو رد ستارز - سام كير، أستراليا و تشيلسي - فيفيان ميديما، هولندا و أرسنال - ميغان رابينو، الولايات المتحدة و أو إل رين                      | [ 11 ] [ 12 ]        |
| 2021  | فيفيان ميديما · هولندا و أرسنال        | - كارولين غراهام هانسن، النرويج و برشلونة - سام كير، أستراليا و تشيلسي - أشلي لورانس، كندا و باريس سان جيرمان - أليكسيا بوتياس، إسبانيا و برشلونة                               | [ 13 ] [ 14 ]        |
| 2022  | بيث ميد · إنجلترا و أرسنال             | - سام كير، أستراليا و تشيلسي - أليكساندرا بوب، ألمانيا و فولفسبورغ - أليكسيا بوتياس، إسبانيا و برشلونة - ويندي رينار، فرنسا و أولمبيك ليون                                      | [ 15 ] [ 16 ]        |
| 2023  | ماري إيربس · إنجلترا و مانشستر يونايتد | - أيتانا بونماتي، إسبانيا و برشلونة - سام كير، أستراليا و تشيلسي - أليكساندرا بوب، ألمانيا و فولفسبورغ - فريدولينا رولفو، السويد و برشلونة                                      | [ 20 ] [ 21 ] [ 22 ] |
| 2024  | باربرا باندا · زامبيا و أورلاندو برايد | - أيتانا بونماتي، إسبانيا و برشلونة - نعومي جيرما، الولايات المتحدة و سان دييغو ويف - كارولين غراهام هانسن، النرويج و برشلونة - صوفيا سميث، الولايات المتحدة و بورتلاند ثورنز   | [ 23 ] [ 24 ]        |

## السجلات
سيتم إدراج فقط أولئك الذين لديهم انتصارات متعددة.

### الفوز حسب اللاعبة
| # | اللاعبة     | الفوز          |
| - | ----------- | -------------- |
| 1 | لوسي برونز  | 2 (2018، 2020) |
| 1 | آدا هيغربرغ | 2 (2017، 2019) |

### الفوز حسب النادي
| # | النادي       | الفوز                      |
| - | ------------ | -------------------------- |
| 1 | أولمبيك ليون | 4 (2017، 2018، 2019، 2020) |
| 2 | أرسنال       | 2 (2021، 2022)             |

### الفوز حسب البلد
| # | البلد   | الفوز                      |
| - | ------- | -------------------------- |
| 1 | إنجلترا | 4 (2018، 2020، 2022، 2023) |
| 2 | النرويج | 2 (2017، 2019)             |